# Vluchtigheid (stof)

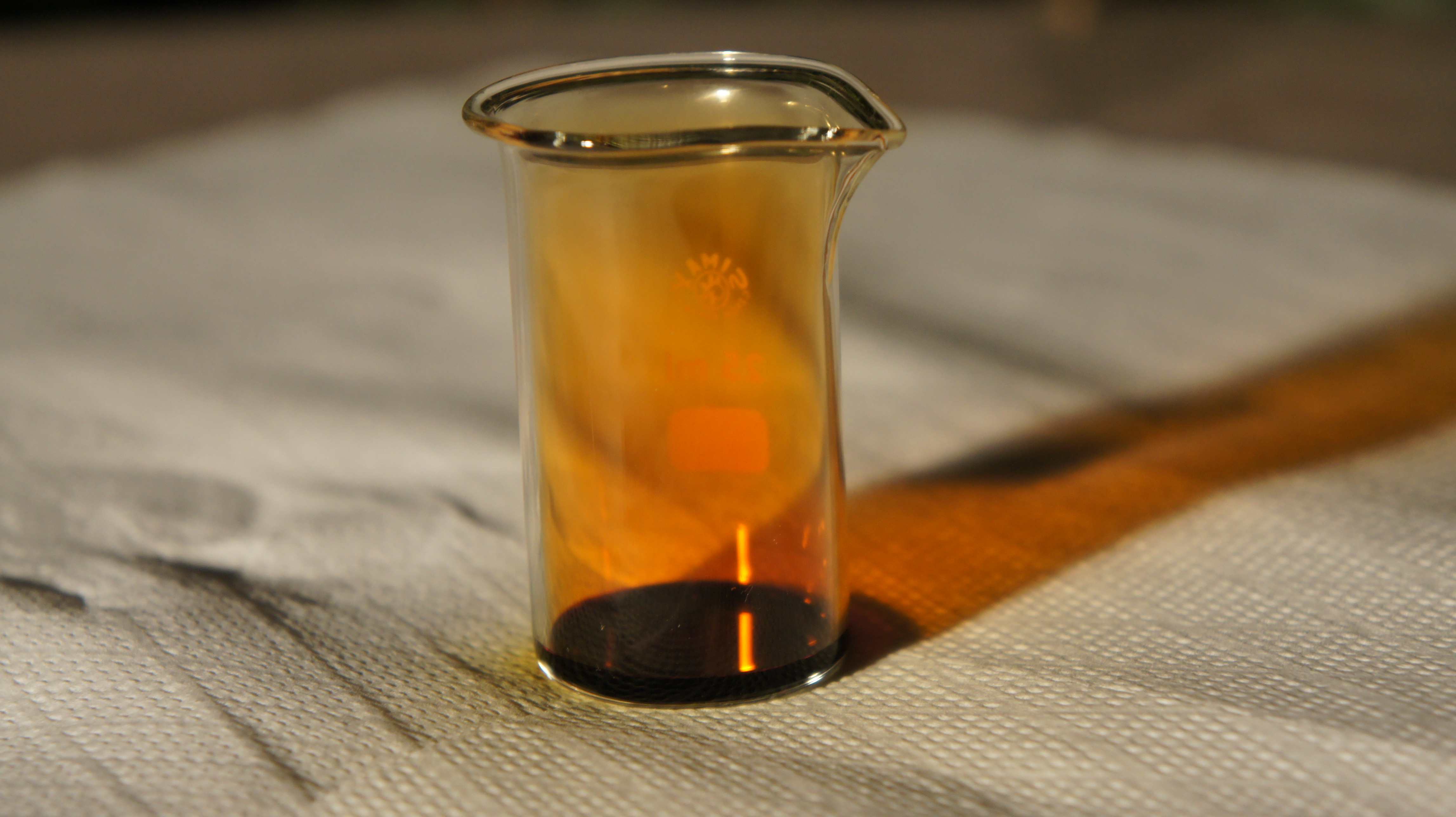
Dibroom (Br_{2}) is een vluchtige vloeistof. Dit is duidelijk zichtbaar door de roodbruine dampen boven het vloeistofoppervlak.

Vluchtigheid is een term uit de natuur- en scheikunde voor stoffen die relatief veel in gas- of vloeibare vorm voorkomen. Zulke stoffen hebben lage smelt- en kookpunten en ze verdampen relatief snel. Elementen die relatief vaak vluchtige verbindingen vormen worden ook vluchtig genoemd.
Als vluchtige stof wordt vaak aan stoffen gedacht die bij kamertemperatuur vloeibaar zijn. Daarnaast worden ammoniak, propaan en butaan ook vaak tot deze groep stoffen gerekend, ze hebben een kookpunt dat hoger ligt dan ongeveer -40°C. Een stof als droogijs, vaste koolstofdioxide, voldoet echter ook aan de omschrijving. Vaak wordt voor "verdampen" dan vervluchtigen gebruikt.
Wanneer vluchtige stoffen aan de lucht worden blootgesteld zullen ze verdampen. Sommige verbindingen, zoals benzine en spiritus, hebben een hoge dampspanning en dus een laag kookpunt. Deze verbindingen noemt men vluchtige verbindingen. Als een mengsel aan de lucht wordt blootgesteld, zijn het normaal gezien de meest vluchtige verbindingen die men overheersend ruikt.

## Astrochemie en geochemie
In de astrochemie en geochemie wordt met vluchtigheid vaak een stof of component bedoeld die onder lagere temperatuur en druk smelt of kookt. In het binnenste van sterren of planeten staan stoffen onder extreem hoge temperatuur en druk. De temperatuur waarbij een stof smelt of kookt is afhankelijk van de druk: er is geen sprake van een enkel smeltpunt. Fasediagrammen kunnen verduidelijken in welke fase een stof zich bevindt onder bepaalde omstandigheden.
Op Aarde komen vluchtige elementen meer voor in de atmosfeer, biosfeer en hydrosfeer dan in de vaste Aarde. Het tegengestelde zijn refractaire elementen, deze hebben juist een voorkeur voor de vaste delen van de planeet.

## Risico's
Met het makkelijk kunnen verdampen van een stof hangen een aantal risico's samen. Snel verdampen houdt ook in dat er snel veel moleculen van de stof in de lucht aanwezig kunnen zijn
- Waar moleculen van de verdampte stof zitten kunnen geen zuurstofmoleculen zitten. De lagere zuurstofconcentratie in de lucht kan tot duizeligheid en bewusteloosheid leiden. Een bekend voorbeeld van een dergelijke stof is ether.
- Een tweede risico wordt gevormd door het feit dat veel vluchtige stoffen tot de koolwaterstoffen behoren, en dus met zuurstof kunnen verbranden. Een mengsel van lucht en een vluchtige stof verbrandt vaak explosief.

## Voorbeelden van vluchtige stoffen
- Aceton
- Dibroom
- Dichloormethaan
- Di-ethylether
- Pentaan